# Catedral de Nuestra Señora de Lourdes (Thrissur)
La Catedral Metropolitana de Nuestra Señora de Lourdes  o simplemente Catedral de Thrissur es una de las iglesias católicas más grandes de Kerala, se encuentra en el corazón de la ciudad de Thrissur en el estado de Kerala, en el país asiático de India. Dedicada a la Virgen María en su advocación de Nuestra Señora de Lourdes, es la sede de la archieparquía de Trichur de la Iglesia católica siro-malabar y es conocida por su imponente interior. La atracción principal es un santuario subterráneo, considerado una obra maestra del diseño arquitectónico. Se dice que el P. John Maliekkal planificó y construyó esta iglesia. El exterior de la iglesia presenta una fachada indoeuropea con agujas rosadas. El centenario de esta iglesia se celebró durante la histórica visita del Papa Juan Pablo II a la ciudad de Thrissur en 1986. En 1995 obtuvo el estatus de Catedral. En 1998 se bendijo la capilla del cementerio. La iglesia catedral atrae a miles de peregrinos cada mes.

## Véase también

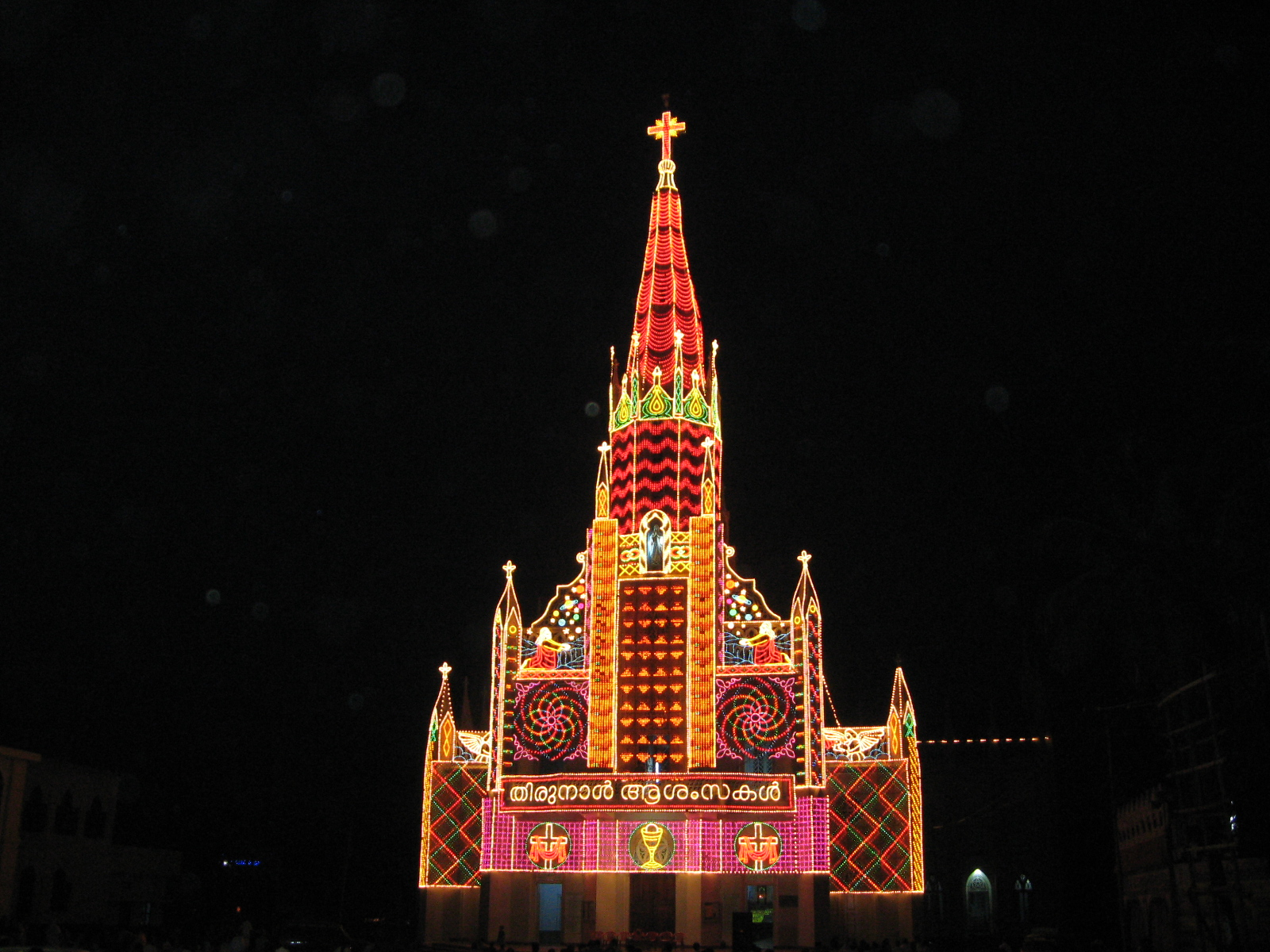
Vista nocturna